# Zamek d’If
Zamek d’If – szesnastowieczny zamek na wyspie If, najmniejszej wyspie archipelagu Frioul, w pobliżu Starego Portu w Marsylii. W przeszłości twierdza, następnie więzienie stanu. Udostępniony dla turystów od 1890. Obiekt odgrywa ważną rolę w powieści Aleksandra Dumasa Hrabia Monte Christo. Ma status zabytku o szczególnej wartości.
Zamku nie należy mylić z neorenesansowym pawilonem zwanym również Zamkiem If (Château d'If), położonym w ogrodzie otaczającym Zamek Monte Christo, rezydencję Aleksandra Dumasa na przedmieściach Paryża powstałą w 1846 r., którego płaskorzeźby obrazują postacie z powieści Hrabia Monte Christo.

## Historia

### Twierdza
Zamek został wzniesiony w latach 1524–1531 na polecenie Franciszka I jako element cyklu umocnień broniących miasta Marsylii (ten sam król zlecił budowę koszar na wzgórzu zajmowanym dziś przez bazylikę Notre Dame de la Garde). Od początku budowie zamku towarzyszyły kontrowersje, zarówno co do jego wartości bojowej, jak i co do rzeczywistych przyczyn jego istnienia (miasto Marsylia od 1481 miało prawo do samodzielnego decydowania o budowanych na jego terenach obiektach wojskowych i pojawienie się zamku wielu mieszkańców uznało za niechciany element kontroli władzy centralnej).

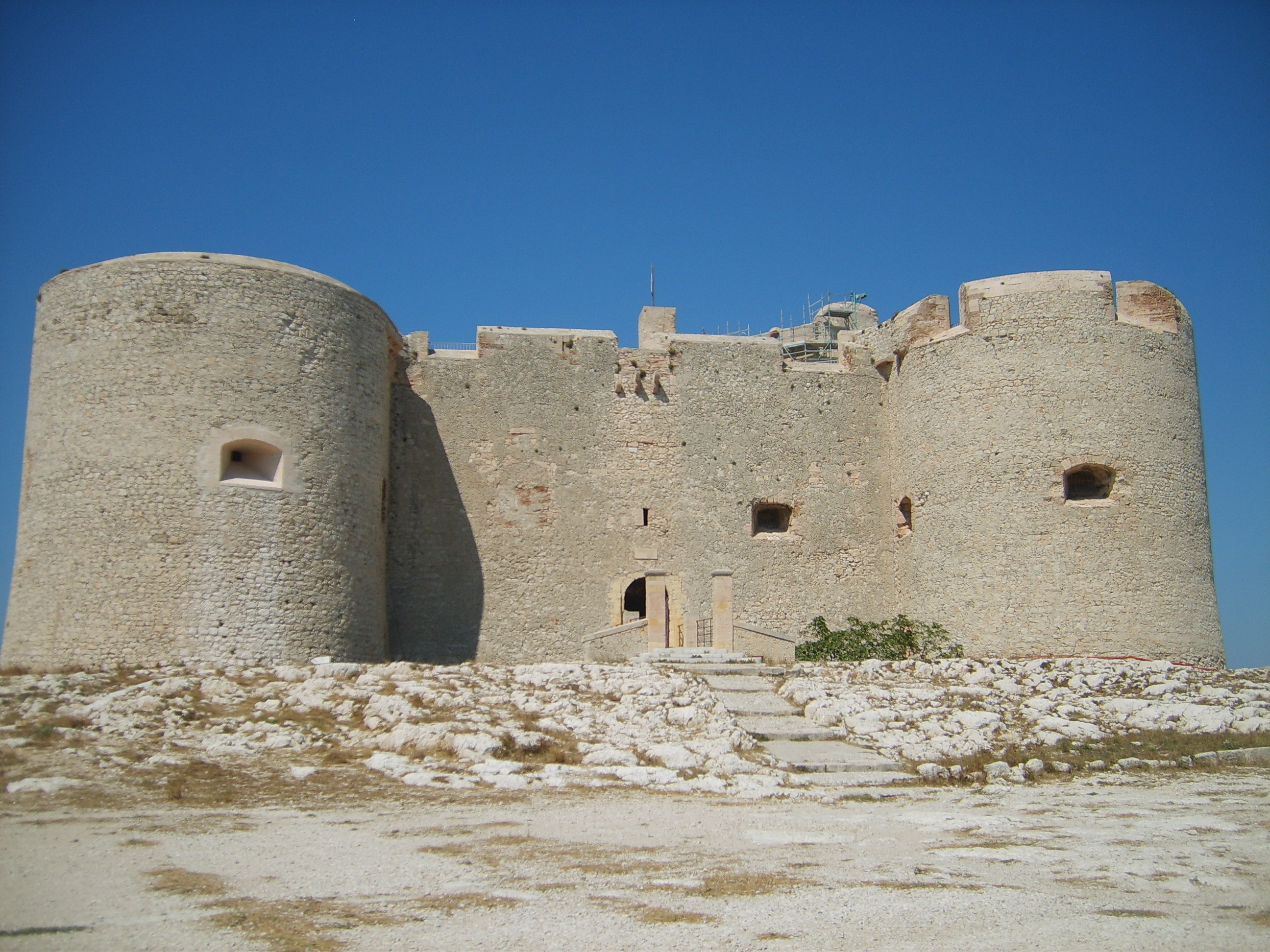
Wieże zamkowe

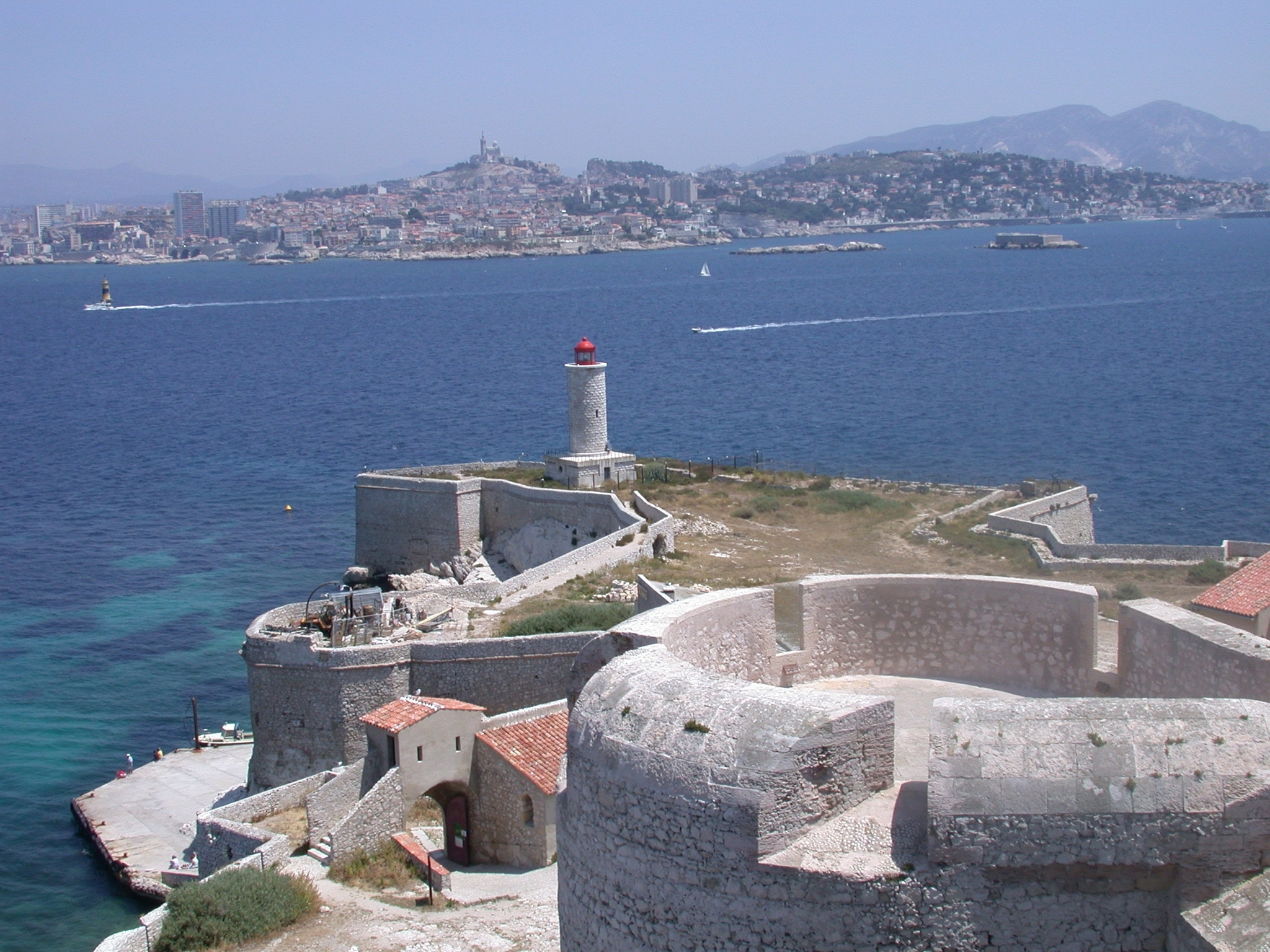
Widok na Marsylię z zamku

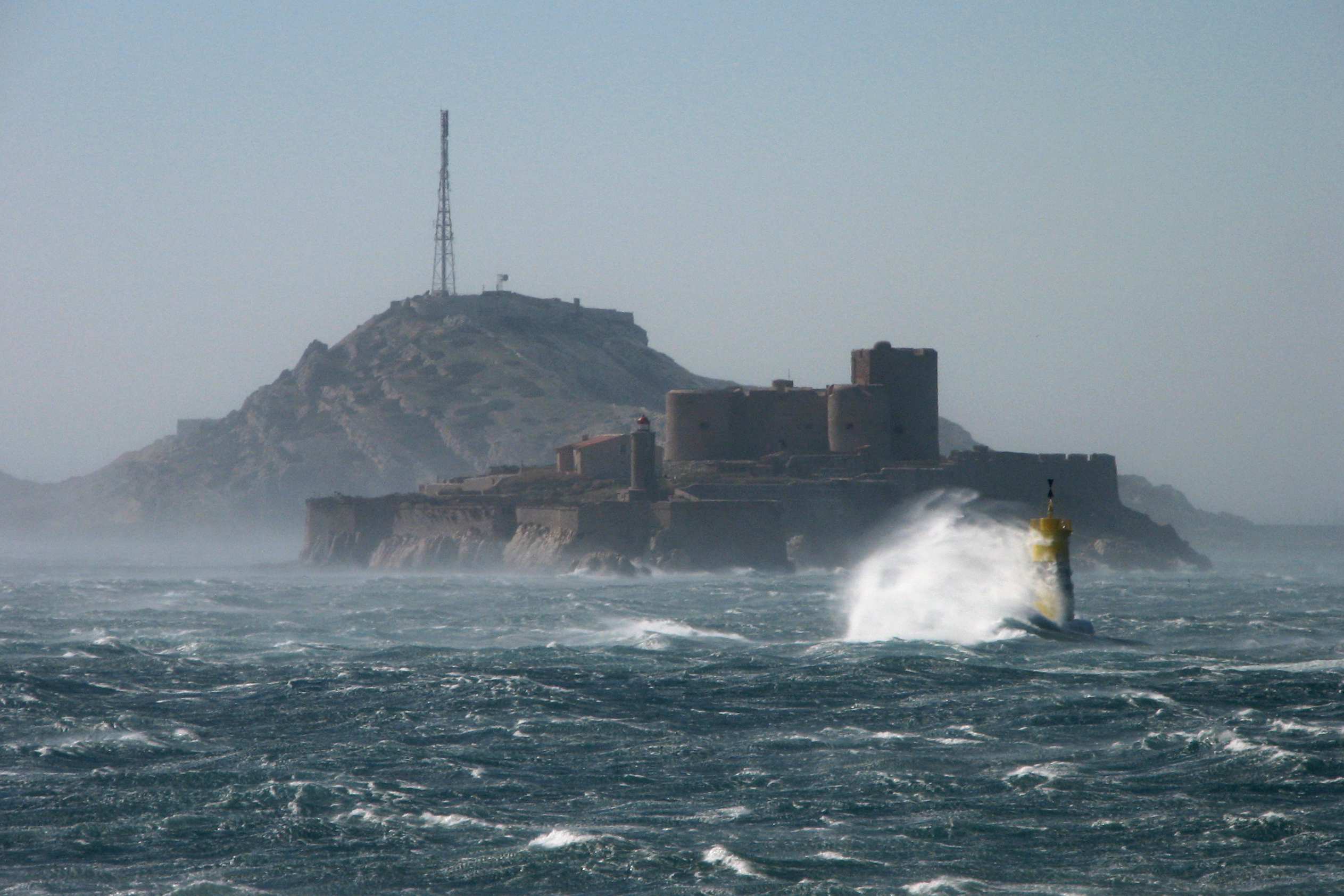
Zamek w czasie mistralu

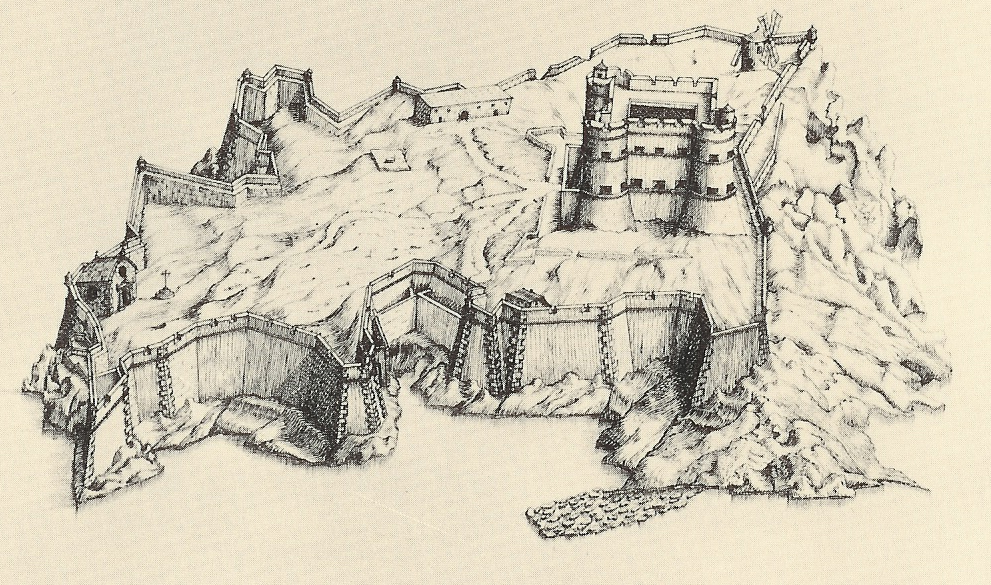
Zamek w 1641

Zamek nigdy nie brał udziału w prawdziwych działaniach wojennych. Jedynie w 1531 cesarz Karol V zamierzał atakować Marsylię od strony morza, ostatecznie jednak zrezygnował, być może właśnie ze względu na istnienie zamku, nowoczesnego jak na swoje czasy. Jednak już w 170 lat później inżynier Sebastian Vauban, budowniczy wielu twierdz na pograniczu francusko-niemieckim, uznał zamek za całkowicie nieprzydatny dla celów wojskowych.

### Więzienie
Już w XVI wieku zamek był czasowo wykorzystywany jako więzienie, wobec jego idealnego, utrudniającego ucieczkę położenia. W czasie wojen religijnych przez obiekt przewinęło się około trzech i pół tysiąca protestantów. Obiekt na stałe został więzieniem stanu w XVIII stuleciu. W wieku XIX trafiali do niego bonapartyści w czasach Restauracji Burbonów, republikanie w epoce monarchii lipcowej, uczestnicy robotniczego powstania w czerwcu 1848 (120 osób), opozycjoniści za czasów II Cesarstwa (304 osoby) oraz komunardzi, z których jeden, Gaston Cremieux, został rozstrzelany na terenie zamku.
Zgodnie z nieoficjalną zasadą, więźniowie traktowani byli różnie w zależności od swojej pozycji społecznej i możliwości zapłaty za lepszą celę lub wyżywienie. Najbiedniejsi więźniowie oraz ci, którzy w czasie pobytu w zamku zachorowali psychicznie (co zdarzało się nader często) trafiali do lochów, w większości pozbawionych nawet okien. Bogatsi mogli wykupić jednoosobową celę, tzw. pistole, wyższą i obszerniejszą, posiadającą okna, a w przypadku najbogatszych także kominek. W praktyce tylko oni mieli szanse odbyć cały wyrok w zamku nie tracąc życia lub zdrowia. Wśród znanych więźniów zamku był Mirabeau, uwięziony za niepłacenie długów, Jean Chataud, podejrzewany o sprowokowanie epidemii w Marsylii na początku XVIII wieku oraz markiz de Sade.

## Hrabia Monte Christo
Międzynarodową sławę zamek zdobył dzięki powieści Hrabia Monte Christo, której główny bohater, jeszcze pod prawdziwym nazwiskiem Edmunda Dantèsa, trafił do więzienia w nim położonego za czasów pierwszej Restauracji za sprawą fałszywego donosu oskarżającego go o bonapartyzm. Pobyt w zamku d’If był kluczowy dla jego psychologicznej przemiany – to tam, dzięki spotkaniu z innym więźniem, księdzem Farią, zdobył gruntowną wiedzę o świecie i zrozumiał, komu zależało na jego zniknięciu. W powieści Dantès w brawurowy sposób ucieka z więzienia, ukrywając się w worku, do którego strażnicy włożyli wcześniej ciało zmarłego Farii, a następnie wyrzucony w fale morza, odpływając w stronę wyspy Tiboulen. W rzeczywistości w historii więzienia d’If nie miała miejsca żadna udana ucieczka z zamku, zaś autentyczny pierwowzór hrabiego, Pierre Picaud, uciekł z więzienia w Fenestrelle. Nie przeszkadza to dzisiejszym gospodarzom d’If przedstawiać zrekonstruowanych „cel Dantèsa i Farii”. Mimo faktu, iż zamek d’If zachował się od XIX wieku w stanie niezmienionym, rzadko pojawiał się w filmowych adaptacjach powieści Dumasa.
Dumas opisał zamek d’If jako „czarniejsze od morza, czarniejsze od nieba (...) granitowe, groźne widmo, którego stercząca krawędź przypominała rękę sięgającą po swoją ofiarę”.

## Architektura
Zamek wzniesiony jest na planie kwadratu o boku 28 m. Posiada trzy wieże (jedna niezachowana w całości) noszące nazwy Maugovert, Saint Christophe i Saint Jaume, przystosowane do prowadzenia ostrzału artyleryjskiego, także w kierunku miasta. Niemal całkowicie pozbawiony jest otworów okiennych z uwagi na swoje przeznaczenie. Wnętrze, z kwadratowym dziedzińcem i zespołem cel o różnym standardzie pozostało niezmienione od XIX wieku. Wysunięta linia fortyfikacji zamkowych otacza całą wysepkę If. Część wież i murów zamkowych jest blankowana.
Jeszcze do 1950 roku zamek If pełnił dodatkowe funkcje latarni morskiej.